# 罗伯特·萨顿
罗伯特·萨顿（英語：Robert Sutton，1911年4月27日—1977年9月13日），美国男子帆船运动员。他曾代表美国参加1932年和1936年夏季奥林匹克运动会帆船比赛，其中1932年夏季奥运会获得一枚金牌。